# Джефферсон (округ, Монтана)
Округ Джефферсон (англ. Jefferson County) располагается в США, штате Монтана. Официально образован в 1864 году. По состоянию на 2010 год, численность населения составляла 11 406 человек. Получил своё название по имени третьего президента США Томаса Джефферсона.

## География
По данным Бюро переписи США, общая площадь округа равняется 2 910,6 км², из которых 2 881,6 км² суша и 29,0 км² или 1,00 % это водоёмы.

### Соседние округа
- Льюис-энд-Кларк (Монтана) — север
- Бродуотер (Монтана) — восток
- Галлатин (Монтана) — юго-восток
- Мадисон (Монтана) — юг
- Силвер-Боу (Монтана) — запад
- Дир-Лодж (Монтана) — запад
- Пауэлл (Монтана) — северо-запад

## Демография
По данным переписи населения 2000 года в округе проживает 10 049 жителей в составе 3 747 домашних хозяйств и 2 847 семей. Плотность населения составляет 2 человека на км². На территории округа насчитывается 4 199 жилых домов, при плотности застройки 1 строение на км². Расовый состав населения: белые — 96,07 %, афроамериканцы — 0,14 %, коренные американцы (индейцы) — 1,26 %, азиаты — 0,42 %, гавайцы — 0,07 %, представители других рас — 0,38 %, представители двух или более рас — 1,66 %. Испаноязычные составляли 1,48 % населения.
В составе 35,60 % из общего числа домашних хозяйств проживают дети в возрасте до 18 лет, 67,10 % домашних хозяйств представляют собой супружеские пары проживающие вместе, 5,90 % домашних хозяйств представляют собой одиноких женщин без супруга, 24,00 % домашних хозяйств не имеют отношения к семьям, 20,20 % домашних хозяйств состоят из одного человека, 7,30 % домашних хозяйств состоят из престарелых (65 лет и старше), проживающих в одиночестве. Средний размер домашнего хозяйства составляет 2,62 человека, и средний размер семьи 3,03 человека.
Возрастной состав округа: 27,80 % моложе 18 лет, 5,20 % от 18 до 24, 26,80 % от 25 до 44, 29,90 % от 45 до 64 и 10,30 % от 65 и старше. Средний возраст жителя округа 40 лет. На каждые 100 женщин приходится 100,80 мужчин. На каждые 100 женщин старше 18 лет приходится 100,40 мужчин.
Средний доход на домохозяйство в округе составлял 41 506 USD, на семью — 48 912 USD. Среднестатистический заработок мужчины был 34 753 USD против 25 011 USD для женщины. Доход на душу населения был 18 250 USD. Около 6,70 % семей и 9,00 % общего населения находились ниже черты бедности, в том числе — 10,40 % молодежи (тех кому ещё не исполнилось 18 лет) и 9,60 % тех кому было уже больше 65 лет.